# Spei Satelles

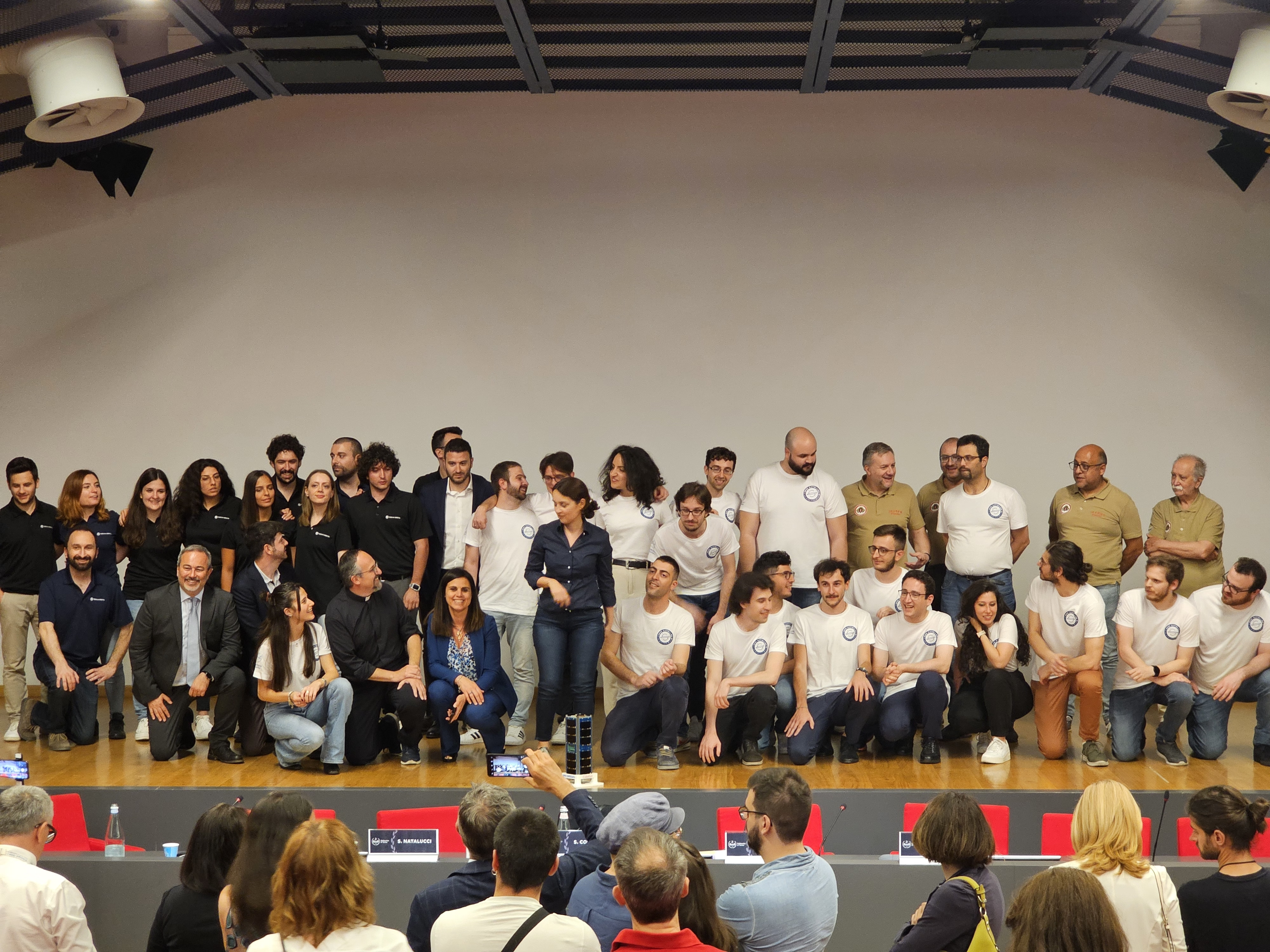
Il team che ha sviluppato e costruito il cubesat SPEI Satelles, durante la presentazione del lancio.

Spei Satelles, noto anche come SpeiSat, era un satellite artificiale realizzato in Italia, parte sostanziale della prima missione spaziale della Santa Sede, per evidenziare il rapporto tra scienza, tecnica e fede. 
È stato un progetto coordinato dal Segretario del Dicastero per la comunicazione che coinvolge l'Agenzia Spaziale Italiana, l'Istituto di Fotonica e Nanotecnologie del Consiglio Nazionale delle Ricerche, il Politecnico di Torino, l'Instituto para el Diálogo Global y la Cultura del Encuentro – IDGCE, l'Istituto Universitario Salesiano Venezia e l'Apostolato Digitale dell'Arcidiocesi di Torino (diretto da don Luca Peyron).
Il satellite, del tipo Cubesat, è stato realizzato da un gruppo di studenti del Politecnico di Torino, sotto la supervisione della docente Sabrina Corpino, a partire da gennaio 2023. All'interno del satellite era custodito il libro di Papa Francesco "Perché avete paura? Non avete ancora fede" miniaturizzato dall'Istituto di Fotonica e Nanotecnologie del Consiglio Nazionale delle Ricerche.
Il lancio è stato effettuato il 12 giugno 2023 dalla base americana Vandenberg Space Force Base con un razzo vettore Falcon 9.  Il satellite è stato controllato dall'Agenzia Spaziale Italiana.

## Storia
Il progetto nasce per richiamare la Statio Orbis del 27 di marzo del 2020: Papa Francesco, in Piazza San Pietro a Roma, ha pregato e benedetto tutto il Popolo di Dio durante la Pandemia di COVID-19. Queste preghiere del Santo Padre sono contenute all'interno del satellite che, dopo il lancio del 10 giugno 2023, le comunicherà a tutta la popolazione mondiale. Lo scopo di Spei Satelles è quello di seminare la speranza della fede in tutto il mondo attraverso le preghiere del Santo Padre. Da questo deriva il significato del nome "Seme di Speranza": un seme di Dio "piantato" nello spazio per creare speranza sulla Terra.
Questa missione spaziale è un segno concreto della speranza.